# Bryophaenocladius vernalis
Bryophaenocladius vernalis är en tvåvingeart som först beskrevs av Maurice Emile Marie Goetghebuer 1921.  Bryophaenocladius vernalis ingår i släktet Bryophaenocladius och familjen fjädermyggor. Enligt den finländska rödlistan är arten nära hotad i Finland. Arten är reproducerande i Sverige. Artens livsmiljö är stränder. Inga underarter finns listade i Catalogue of Life.